# Європейський конгрес національностей
Європейський конгрес національностей (ЄКН; англ. European Congress of Nationalities; фр. Congrès européen de la nationalité; нім. Europäischer Nationalitätenkongress; ісп. Congreso Europeo nacionalidad) — неурядова організація, яка була заснована в 1925 році представниками національних меншин Європи та проіснувала до 1938 рік. Протягом цього часу щорічні зустрічі проходили під тією ж назвою, збираючи делегатів із 33 європейських країн. Метою групи інтересів був захист і визнання етнічних меншин як суб'єктів міжнародного права. ЄКН мала статус спостерігача в Лізі Націй. Його штаб-квартира та секретаріат спочатку були в Женеві, а 1 квітня 1927 року були перенесені до Відня.
Офіційною організацією-наступником є Федеральний союз європейських національностей, який сьогодні має статус учасника Ради Європи та консультативний статус при ООН.

## Фундамент і конструкція

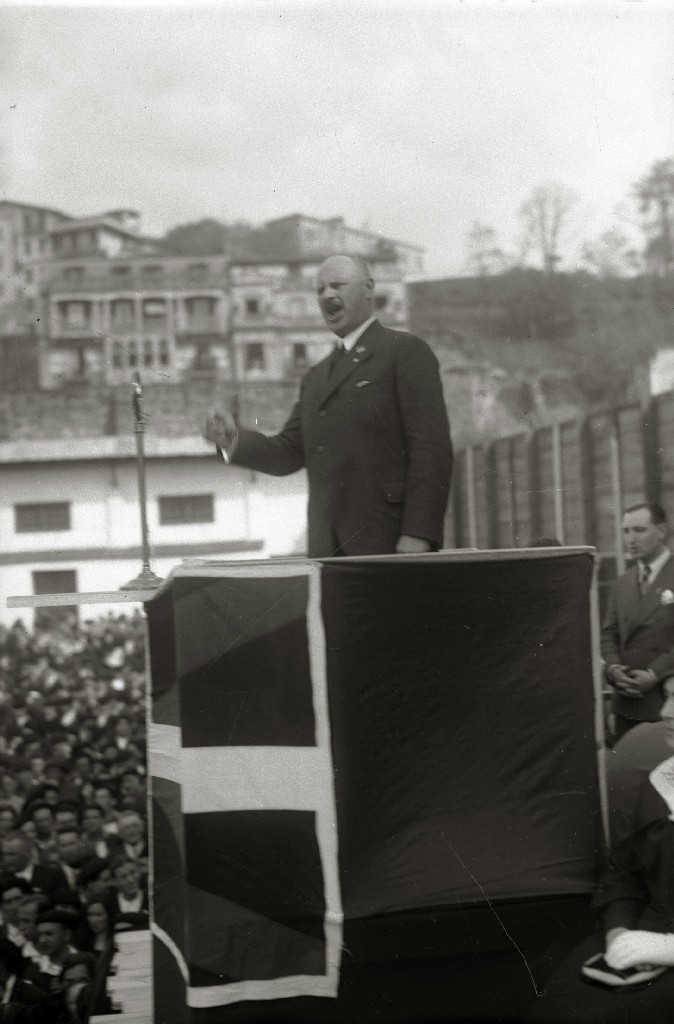
Евальд Амменде на баскському мітингу в Доностії-Сан-Себастьяні в 1933 році

Установчий конгрес відбувся в Женеві 15 і 16 жовтня 1925 р. за участю 45 делегатів з дванадцяти європейських країн. Президентом обрано італійця словенського походження Йосипа Вільфана, а виконавчим генеральним секретарем Балтійських німців Евальда Амменде. Серед інших членів президії часом були угорсько-чехословак Геза фон Зюлло, сіоніст Ісаак Грюнбаум, балтійський німець Пауль Шіман і Станіслав Граф фон Сераковський із Союзу поляків у Німеччині. Своїм головним завданням ЄКН бачив сприяння дружньому співіснуванню між народами та підтримці миру. В засновницькому статуті зазначено:
«У державах Європи, в межах яких проживають також інші національні етнічні групи, кожна національна етнічна група повинна мати право розвивати свою етнічність у власних публічно-правових органах, організованих територіально або кадрово, залежно від конкретних обставин. У цьому праві на самоврядування делегати вбачають шлях до забезпечення безперешкодної та лояльної співпраці між усіма, меншинами та більшістю, а також до поліпшення відносин між народами Європи».
Тільки до 1926 року групи меншин з 20 країн приєдналися до асоціації як постійні члени, представляючи інтереси 40 мільйонів представників національних меншин Європи. До 1930 року в щорічних конгресах регулярно брали участь понад 200 представників, у тому числі 74 німецьких і 25 єврейських. Наступними за чисельністю були каталонці та українці, по 17 делегатів, за ними йшли угорці (16), росіяни (13), поляки (11) та чехи (8). Решта етнічних груп мали від одного до шести делегатів. Проте на пленарних засіданнях Конгресу кожна національна група мала лише один голос. У конференціях завжди брали участь численні іноземні журналісти. Конгрес досяг свого піку в 1929 році з учасниками з 33 європейських країн.
З самого початку єврейські організації були залучені до роботи Конгресу національностей. Комітет єврейських делегацій, представлений в ЄКН, чітко розумів членів юдаїзму як етнічну групу та боровся за визнання євреїв як незалежної нації. Такої думки дотримувалися переважно польські та інші східноєвропейські євреї; британські та французькі євреї здебільшого відкидали такі національні вимоги. Більшість німецьких євреїв також не вважали себе національною етнічною групою, а в усі часи радше німцями. Навіть у 1933 році, коли ЄКН публічно висловив своє занепокоєння ставленням до євреїв у Німеччині та запропонував, щоб німецькі євреї негайно розглядали себе як національну меншину, німецькі євреї відхилили вимогу відповідних прав меншин.
Окрім лобіювання в Лізі Націй та в окремих країнах, ЄКН фінансово підтримував газети та журнали для груп меншин у різних європейських країнах. Він також підготував меморандуми про права меншин у державах Центрально-Східної, Південно-Східної та Східної Європи, які були новостворені після Першої світової війни або їхні кордони значно змінилися. Це закріплювало принцип культурно-національного права, заснованого на груповій автономії. Велику енергію було вкладено в закріплення прав меншин у відповідних конституціях окремих країн. Наприклад, ЄКН вдалося домогтися юридичного визнання шабату, роботи власних шкіл і можливості для євреїв працювати в неділю для єврейських меншин у кількох країнах. Естонія та Латвія вважалися зразковими державами, конституції яких надавали національним меншинам широку мовну та культурну автономію. Також досягла успіху німецька меншина в Данії, оскільки Йоганнес Шмідт-Воддер був представлений як німецький представник партії Шлезвіг у данському Фолькетингу. Лише створення статусу меншини та пов'язане з ним визнання культурних особливостей було прогресом для представників ЕНК.
Тривалий час Конгрес національностей мав значні фінансові ресурси для забезпечення прав меншин, які отримував із членських внесків окремих асоціацій національних меншин. В принципі, меншини не отримували фінансової підтримки від «приймаючих країн», а тим більше від відповідних національних «батьківщин». Це дозволило, серед іншого, деяким державам, які (ще) не були членами Ліги Націй, впливати на рішення Ради Ліги Націй, яка представляла переважно інтереси народів за принципом національної держави.

## Асиміляція чи денаціоналізація
Кілька європейських урядів намагалися політично вплинути на ЄКН. Наприклад, Міністерство закордонних справ у Варшаві регулярно ретельно готувало учасників конгресу з польських меншин. Їхня тактика полягала у запобіганні всім проектам, які вважалися невигідними для польської держави, насамперед у питанні культурної автономії німецької та української меншин. Польські делегати сприяли відхиленню заявок на обговорення ситуації або перейменуванню ЄКН на «Асоціацію національних меншин в Європі», а також подання певної статистики меншин.
Доведено, що таке втручання також мало місце з боку німецького, чехословацького та радянського урядів. Ще в 1924 році Німеччина під керівництвом Густава Штреземана проголосила себе захисною силою німецьких меншин за кордоном. Міністерство закордонних справ намагалося вплинути на ЄКН через Асоціацію німецьких меншин у Європі, але це було відбито до 1932 року. В 1929 році за ініціативою Міністерства закордонних справVerband der deutschen Minderheiten in Europa була перейменована в Verband der deutschen Volksgruppen in Europa. Цю асоціацію слід відрізняти від Асоціації національних меншин Німеччини, чиї інтереси ЄКН також представляла.
Фактично, щонайпізніше з 1928 року, культурне та економічне гноблення меншин надзвичайно зросло в багатьох країнах. Евальд Амменде оголосив у вересні 1931 р. на VI. Європейського конгресу національностей, що можна розрізнити «три типи порушень»:
1. Послідовно проведена і відкрито визнана денаціоналізація, яка має на меті винищити чи іншим чином знищити меншини.
2. Теоретичне визнання прав меншин, які формально виражені в кількох конституціях європейських держав, але фактично не реалізуються на практиці.
3. Повне заперечення існування меншин.[8]

Згідно з дослідженнями ЄКН, кожен із трьох видів був представлений у більшості країн. ЄКН неодноразово наводила Чехословаччину (ČSR) як приклад політики денаціоналізації. Ця держава, штучно створена в 1918 році державами-переможницями Першої світової війни, де-факто була багатонаціональною державою. Вона являла собою неоднорідне як політично, так і релігійно утворення, яке складалося лише з меншин. За переписом 1922 року у складі населення були чехи (37,3 %), судетські німці (23,4 %), словаки (14,7 %), моравці (13,5 %); угорці (5.6 %), русини (3,5 %), поляки (0,6 %), а також румуни, українці та євреї. Примусова асиміляція була державною доктриною в Чехії та закріплена в конституції. Це означало, що всі етнічні групи були пригнічені та піддані чехословакізму, без якого в Чехословаччині взагалі не було б державної нації. Подібний підхід мав місце, наприклад, у новоствореній державі СХС і в Німеччині з 1936 року до меншин, таких як лужицькі серби, що ЄКН також рішуче засудила.

## Освіта та кампанії
Спочатку ЄКН прямо хвалив Радянський Союз за модель союзних республік, закріплену в його конституції. Проте швидко стало зрозуміло, що ці народи були далекі від справжньої автономії. Зокрема, у Росії Конгрес національностей відзначив посилення денаціоналізації, спрямованої на викорінення або інше знищення меншин. Ще в 1926 році Отто Юнган у рукописі лекції назвав Україну одним із найнебезпечніших «осередків конфліктів європейських меншин». Представники ЄКН дуже рано дізналися про порядок і масштаби катастрофи Голодомору в Радянському Союзі в 1932/33 роках, особливо від депутатів українського парламенту. Вони також дізналися про підготовку та проведення назінських депортацій, але були обережні у наведенні конкретних цифр, оскільки до запровадження внутрішніх паспортів навіть радянська влада не знала точних цифр населення. З середини 1932 року ЄКН говорив про «систематичні вбивства через голод у Росії» та організовував допомогу голодуючим. Конгрес усіма способами намагався привернути увагу світу до цього питання, але йому масово перешкоджали різні уряди.

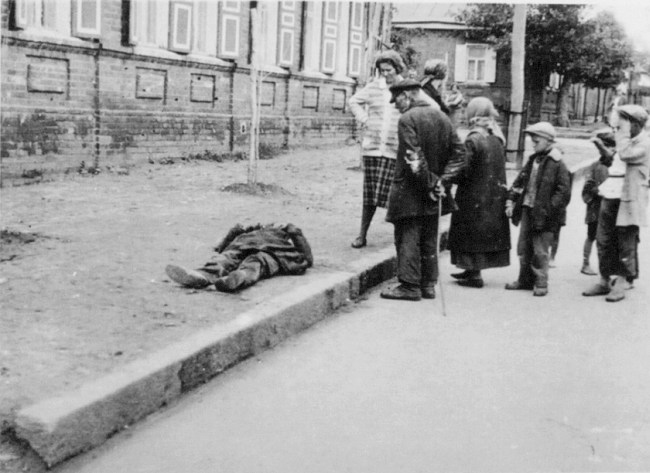
Повсякденне життя в Харкові; Зображення з колекції Ammende, що зараз є архівом Innitzer у Відні

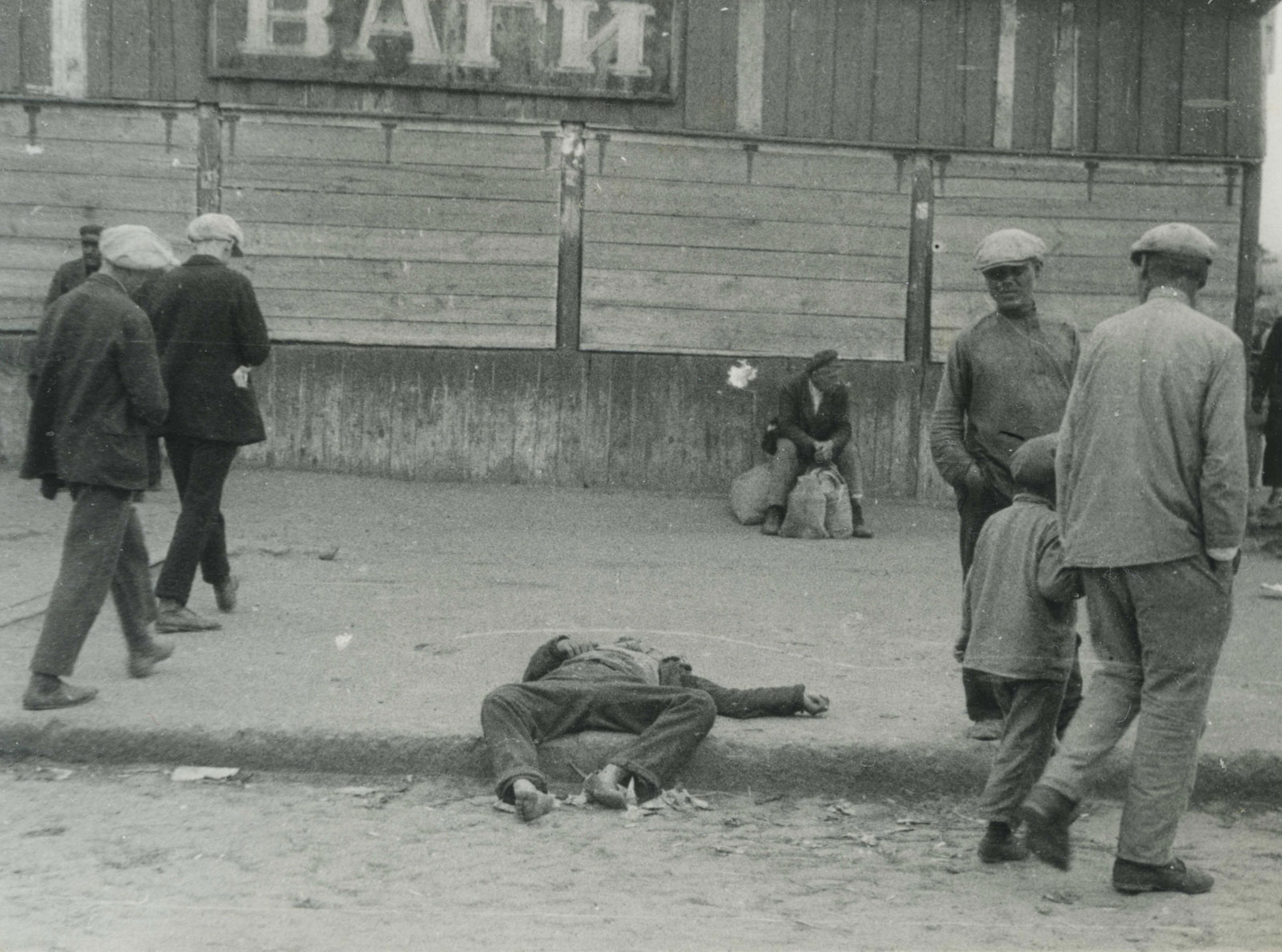
Повсякденне життя в Харкові; Зображення з колекції Ammende, що зараз є архівом Innitzer у Відні

ЄКН використовував газети, публікації та форуми, щоб вказати на «знищення народів у Радянському Союзі» і прямо звинуватив СРСР у «винищенні культурних прагнень усіх етнічних груп і народів з ідеологічних мотивів». У цей час радянський уряд домагався прийому в Лігу Націй і активно намагався приховати від світової громадськості те, що відбувається в Росії. Незважаючи на це, в цей момент кілька західних держав висловилися за встановлення дипломатичних і економічних відносин з Радянським Союзом. З середини 1932 року США особливо намагалися уникати негативних репортажів про Росію. Дипломатично визнавши Радянський Союз, який раніше анексував Зовнішню Монголію, Сполучені Штати порушили пакт Бріанда-Келлога та свою саморобну доктрину Стімсона. На початку 1933 року інші західні країни, такі як Франція та Велика Британія, слідом за США встановили дипломатичні та економічні відносини з СРСР. На цьому тлі кілька держав розцінили публікації Європейського конгресу національностей про наслідки так званого голодного експорту та смертей від голоду як підбурювання та пропаганду.
Існують свідчення того, що з 1931 року ЄКН контактував з Американським комітетом дружби та іншими організаціями меншин у США і Канаді, щоб переконати їхніх представників створити всесвітній конгрес національних меншин. Під час різних поїздок між 1933 і 1936 роками Евальд Амменде також намагався схилити інші кола в Північній Америці до тіснішої співпраці та заходів з надання допомоги голодуючим регіонам СРСР. Це привело його та ЄКН до конфлікту, головним чином, з урядом США. Радянський уряд був добре поінформований про діяльність ЄКН через своїх агентів. ГПУ вдавалося заздалегідь запобігати запланованим акціям і публікаціям або дискредитувати їх.
Ще в 1932 році ЄКН, серед іншого, придбала близько 600 фотографій Leica з голодних районів СРСР і забезпечила права на використання. Однак лише в 1935 році знайшовся видавець, який захотів опублікувати деякі зображення. За дорученням ЄКН Евальд Амменде написав книгу «Чи повинна Росія голодувати? Долі людей і народів у Радянському Союзі», який містив 22 фотографії голодних смертей, деякі з них шокуючі. Бажання видати книгу виявило лише видавництво Braumüller у Відні. Чесно кажучи, перед тим, як оприлюднити фото, Амменде поінформував австрійський уряд. Керівник політичного департаменту МЗС Теодор Горнбостель вважав це питання надто делікатним; він побоювався «неприємностей із Радянською Росією» на зразок «репресій проти австрійських громадян в СРСР чи торговельних бар'єрів» — і виступав за публікацію за кордоном. Це саме те, що ЄКН вже отримала у відповідь від інших урядів.
Тим часом, однак, Евальд Амменде, який також був почесним керуючим директором «Міжденомінаційної та наднаціональної організації допомоги Його Еміненції кардинала архієпископа Відня», увійшов у контакт з кардиналом Теодором Інніцером, який підтримав публікацію. У листопаді 1935 року видавництво Braumüller, на той час дуже близьке до Ватикану, видало книгу. Надзвичайно позитивна рецензія на книгу у віденській щоденній газеті Reichspost забезпечила її розповсюдження. В офіційній ноті до МЗС Австрії радянське посольство негайно розкритикувало той факт, що Відень «став центром антирадянської пропаганди» і закликало до «необхідних заходів» проти розповсюдження книги. Але для цього було вже пізно; книга та фото були розповсюджені по всьому німецькомовному регіону та представлені по всій Європі в газетах, пов'язаних з ЄКН. У 1936 році вона була опублікована англійською мовою у видавництві George Allen & Unwin під назвою: «Human life in Russia», а пізніше в кількох нових виданнях у видавництві John T. Zubal Books у Клівленді (Огайо).
Зміст книги все ще викликає багато суперечок через сучасний опис того, що тепер відомо як Голодомор. Амменде описав систематичне винищення різних меншин в Україні, таких як поляки, угорці, румуни, євреї, білоруси та кримські німці. Хоча негативне ставлення Евальда Амменде до націонал-соціалістів було відомо вже на момент публікації, радянська влада припустила, що книга була твором націонал-соціалістичної пропаганди. Це зображення було прийнято, зокрема, істориками НДР у післявоєнний період і знайшло свій шлях до сучасної літератури. Деякі історики заходять так далеко, що описують всю міжнародну кампанію ЄКН щодо голодної смерті як частину антикомінтернівської політики нацистського режиму. Незважаючи на це, майже всі зображення, які сьогодні використовуються в публікаціях про Голодомор, походять із цієї книги або колекції Амменде, яка нині є Архівом кардинала Інніцера.
Через п'ять місяців після публікації книги 15 квітня 1936 року Евальд Амменде помер за нез'ясованих обставин у Пекіні, де він хотів зустрітися з представниками єврейських меншин Вальдхайма (Єврейська національна область Далекого Сходу). Достовірно лише те, що він помер у німецькій лікарні в Пекіні. У багатьох європейських газетах з'явилися некрологи, в яких причини смерті варіювалися від вбивства, самогубства, інфаркту, інсульту до цукрового шоку. Після його смерті на короткий час його брат і права рука, Еріх Амменде, перебрав на себе керівництво ЄКН як тимчасовий повірений у справах. Він пережив свого брата лише на сім місяців і помер у Відні, також за нез'ясованих обставин. Наступником братів Амменде та останнім генеральним секретарем Конгресу європейських національностей став барон Фердинанд фон Уекскюль-Гюльденбанд (*1890; † 1939). Від імені ЄКН він продовжував висвітлювати події в Росії спеціальними роботами, такими як «Національне питання в Радянському Союзі» або «Шлях до смерті німців у Радянському Союзі».

## Занепад і розпад
Той факт, що занепад ЄКН можна пояснити зростанням впливу Міністерства закордонних справ Німеччини, в останніх дослідженнях розглядається по-різному. Так само, як і сьогодні, уряд Німеччини тоді субсидував асоціації німецьких меншин за кордоном майже повністю і стовідсотково з податкових надходжень. Беззаперечно, що після Першої світової війни Німецька імперія та Австро-Угорщина повинні були поступитися найбільшими територіями. Це призвело до того, що близько 1,1 мільйона німців опинилися в межах Польщі, 3,3 мільйона в Чехословаччині, 250 000 в Естонії, Латвії та Литві, 477 000 в Угорщині, 745 000 в Румунії та 500 000 представників німецької меншини в Югославії. У цьому відношенні з 1925 по 1937 рік німецькі меншини завжди представляли найбільшу етнічну групу, яка була представлена, в середньому з третиною загального представництва в конгресі, що також з самого початку забезпечувало найбільшу частину фінансових ресурсів для ЄКН.
В новітній історіографії крім німецького та радянського впливу сприймається негативно польська політика, зокрема на форумі Конгресу національностей. З 1930 року польський уряд більше не виявляв інтересу до ЄКН. Він навіть утримався від відправки спостерігачів до Женеви та успішно намагався підірвати Конгрес зсередини. Це поклало початок боротьбі багатьох асоціацій меншин проти втрати членів у власних лавах. З одного боку, процес асиміляції кількох меншин, як-от рурських поляків, жив самостійним життям майже без примусу. З іншого боку, багато меншин емігрували до своїх «батьківщин» або інших країн з політичних чи економічних причин. Це значною мірою торкнулося німців, росіян і євреїв, які жили в Польщі. Третина населення Польщі не була польськомовною, і з 1930 року вона була піддана посиленню асиміляції, яка була спрямована на полонізацію, зокрема, колишніх прусських територій. До 1933 року кілька сотень тисяч представників німецької меншини в Польщі вже емігрували до Німеччини, що в свою чергу також призвело до втрати членів асоціацій німецької меншини в Польщі. Слідуючи цьому прикладу, велика кількість жителів Північної Фризії та пруссько-литовців, серед інших, дедалі частіше вважали себе німцями, або ельзасці і німців-лотарингійці — французами. Кілька єврейських організацій, особливо в Польщі, також трималися осторонь конгресу до 1933 року і у 1936 році заснували незалежну асоціацію, Світовий єврейський конгрес.
Раніше ЄКН надавав значну підтримку єврейським асоціаціям у дебатах щодо петиції Бернгайма в Лізі Націй, які привели, зокрема, Евальда Амменде та Пауля Шімана, які були чітко віддані міжнародним організаціям меншин — не лише німецьким — на погану славу серед націонал-соціалістів. Лише невелика група в ЄКН за Вернером Гассельблатом була надзвичайно близькою до націонал-соціалістів. Ця група схвально сприйняла від'їзд єврейських делегатів. Більшість офіційних осіб Конгресу підтримали єврейських членів і сподівалися запобігти розриву. Зрештою спроби були безуспішними. Лише 30 представників національних меншин з десяти країн (Данії, Естонії, Італії, Югославії, Латвії, Австрії, Польщі, Румунії, Іспанії, Чехословаччини та Естонії) взяли участь у XIII Європейському конгресі національностей, який в середині липня 1937 року відбувся в Лондоні. За винятком Австрії та Іспанії, більшість з них були представниками німецьких етнічних груп. Президія зазначила, що «меншини майже в усіх країнах перебувають у серйозному економічному становищі, тепер майже всюди позбавлені політичних прав і піддаються інтенсивній політиці денаціоналізації, і існує нагальна потреба в політиці розрядки».
Після конференції в Евіані та результатів Судетської кризи представники ЄКН зрозуміли, що вони зазнали невдачі зі своєю політикою та «ідеєю Європи без конфлікту між національністю та етнічністю». Останній конгрес відбувся в Стокгольмі в серпні 1938 року. Після цього делегати припинили роботу. Останній генеральний секретар Європейського конгресу національностей, барон Фердинанд фон Уекскюль-Гюльденбанд, 8 грудня 1939 року вирішив покінчити життя самогубством у Відні, на початку примусового переселення меншин, узгодженого в пакті Гітлера-Сталіна, яке торкнулося і його самого як балтійського німця.

## Газети меншин (вибірка)
ЄКН не мала свого пресового органу. Хоча делегати другої конференції національностей у Женеві в 1926 році вирішили як періодичне видання видавати бюлетень кількома мовами, зрештою цього не вдалося реалізувати через високі витрати на виробництво та розповсюдження. Раніше різні організації національних меншин видавали власні журнали для своїх етнічних груп. Публікувались фундаментальні проблеми меншин, звіти про становище окремих меншин, нариси про рухи меншин, рекомендації для книг і журналів, деякі з них у науковій формі. Конгрес національностей підтримував видання цих видань як редакційно, так і частково й тимчасово фінансово. Найвідомішими газетами, які відображали офіційну позицію ЄКН, були:
- Nation und Staat: виходив німецькою мовою як 20-сторінковий буклет один раз на місяць з 1927 по 1944 рік у всіх європейських країнах з німецькою меншиною; Редакційно-видавничий центр: Відень, з 1933 Берлін; Редактори: Якоб Блейєр, Пол Шіманн, Якоб Робінсон, Йоганнес Шмідт-Воддер та інші, з 1933 Асоціація німецьких етнічних груп у Європі, з 1942 Вернер Гассельблат.
- Glasul Minorităților (Die Stimme der Minderheiten; La Voix des Minorités): виходив з 1923 по 1942 рік, спочатку румунською мовою, з 1925 року трьома мовами (румунською, французькою та німецькою кожною) як 12-сторінковий журнал для меншин. в розділеному Банаті; Редакційно-видавничий штаб: Лугож; Видавець: Jakabffy Elemér, пізніше Товариство угорців у Румунії
- Kulturwille (з 1926 Kulturwehr): виходив раз на місяць з 1925 по 1939 рік як 12-сторінковий двомовний журнал із польськими та данськими статтями для меншин у Німеччині; Редакційно-видавничий штаб: Берлін; Редактор: Станіслав Граф фон Сераковський, Ян Скала, з 1935 р . Асоціація національних меншин Німеччини
- Natio: виходив чотирма мовами (польською, німецькою, французькою та англійською версіями) один раз на місяць з 1927 року для всіх меншин у Польщі, був заборонений польським урядом навесні 1929 року; Редакційно-видавничий штаб: Варшава; Редактори: Михайло Черкавський (український депутат), Іцхак Грюнбаум (єврейський депутат), Ервін Гасбах (німецький депутат), Фабіан Єремич (білоруський депутат), Даніель Олсейко (литовський депутат) з Асоціації національних меншин у Польщі.
- Sprawy Narodowościowe (Angelegenheiten der Nationalitäten): виходив польською мовою як багатосторінковий буклет один раз у квартал з 1927 по 1939 рік у всіх європейських країнах з польською меншиною; Редакційно-видавничий штаб: Варшава; Редактор: Stanisława J. Paprockiego з Instytutu Badań Spraw Narodowościowych (Німецький інститут вивчення національностей)
- Bulletin du Comite des Delegations Juives (Verlautbarung des jüdischen Delegationsausschusses): виходив французькою мовою як багатосторінковий буклет один раз у квартал з 1919 по 1935 рр., що містив інформацію про правове становище євреїв у країнах Центральної та Східної Європи; Редакційно-видавничий штаб: Париж; Видавець: Comité des Délégations Juives.
- Magyar Kisebbség: видавався угорською мовою як 12-сторінковий журнал двічі на місяць з 1922 по 1942 рік для угорських меншин у Румунії; Редакційно-видавничий штаб: Лугож; Видавець: Jakabffy Elemér, пізніше Товариство угорців у Румунії
- Rigasche Rundschau: видавалася як німецькомовна щоденна газета з 1894 по 1939 рік; була єдиною газетою в Балтії, яка пережила Першу світову війну; з 1919 р. найвідоміша газета німецької меншини в Північній Європі; висока важливість також для сусідніх країн; Продаж по всій Європі; часто використовується як джерело іноземними державами; Редакційно-видавничий штаб: Рига; Видавець: з 1919 р. Альфред Рютц, Пауль Шиман, з 1933 р. Асоціація німецьких етнічних груп у Європі

## Оцінка
Розвиток ЄКН показує загальну дилему організацій меншин, які, з одного боку, займаються легітимною лобістською роботою, але водночас можуть легко стати інструментом інтересів влади. Оцінки діяльності ЄКН також дуже різні: від оцінки її внеску в політику миру та міжнародне взаєморозуміння до засудження її як чистого ревізіоністського інструменту різних урядів.

## Виноски
1. ↑  Rudolf Michaelsen: Der Europäische Nationalitäten-Kongreß 1925—1928: Aufbau, Krise und Konsolidierung. Lang, 1984, S. 233.
2. ↑  Albert S. Kotowski: Polens Politik gegenüber seiner deutschen Minderheit 1919—1939. Otto Harrassowitz Verlag, 1998, S. 185.
3. 1 2 3 4  Dan Diner: Enzyklopädie jüdischer Geschichte und Kultur: Band 2: Co–Ha. Springer-Verlag, 2016, S. 285—290.
4. ↑  Kerstin Armborst-Weihs: Die Formierung der jüdischen Nationalbewegung im transnationalen Austausch: Der Zionismus in Europa bis zum Ersten Weltkrieg. Institut für europäische Geschichte, 2010, S. 4 f.
5. ↑  Dan Diner: Synchrone Welten: Zeitenräume jüdischer Geschichte. Vandenhoeck & Ruprecht, 2005, S. 160 f.
6. ↑  Albert S. Kotowski: Polens Politik gegenüber seiner deutschen Minderheit 1919—1939. Otto Harrassowitz Verlag, 1998, S. 190.
7. ↑  Natali Stegmann: Kriegsdeutungen — Staatsgründungen — Sozialpolitik: Der Helden- und Opferdiskurs in der Tschechoslowakei 1918—1948. Walter de Gruyter, 2010, S. 203.
8. ↑  Rolf Wörsdörfer: Krisenherd Adria 1915—1955: Konstruktion und Artikulation des Nationalen im italienisch-jugoslawischen Grenzraum. F. Schöningh, 2004, S. 233—234.
9. ↑  Christoph Boyer: Nationale Kontrahenten oder Partner? Studien zu den Beziehungen zwischen Tschechen und Deutschen in der Wirtschaft der CSR (1918—1938). Walter de Gruyter, 1999, S. 22 f.
10. ↑  Verfassung der Tschechoslowakei, § 121/1920 Sb., tschechisch online: psp.cz; deutsch online: www.verfassungen.net.
11. ↑  Kieran Williams: The Prague Spring and its aftermath. Czechoslovak politics. Cambridge 1997, S. 223 f.
12. ↑  Jörg Requate, Martin Schulze Wessel: Europäische Öffentlichkeit: transnationale Kommunikation seit dem 18. Jahrhundert. Campus Verlag, 2002, S. 171.
13. ↑  Congress of European Nationalities: Die Nationalitäten in den Staaten Europas: Sammlung von Lagerberichten des Europäischen Nationalitäten-Kongress. W. Braumüller, 1932, S. 16 f.
14. ↑  Ewald Ammende: Muss Russland hungern? Menschen- und Völkerschicksale in der Sowjetunion. W. Braumüller, 1935, S. 50 f.
15. 1 2  Verena Moritz u. a.: Gegenwelten. Aspekte der österreichisch-sowjetischen Beziehungen 1918—1938. Residenz Verlag, 2014, S. 353.
16. ↑  Claudia Breuer: Die «Russische Sektion» in Riga: amerikanische diplomatische Berichterstattung über die Sowjetunion, 1922—1933/40. Franz Steiner Verlag, 1995, S. 30 f.
17. ↑  Ingo Schewiola: Wie der Zweite Weltkrieg gemacht wurde. Band 1. LULU, 2010, S. 592. ISBN 3-00-029884-3
18. ↑  Ian Kershaw: Höllensturz: Europa 1914 bis 1949. DVA, 2016, S. 111.
19. 1 2  Ewald Ammende: Muss Russland hungern? Menschen- und Völkerschicksale in der Sowjetunion. W. Braumüller, 1935, S. 22 f.
20. ↑  Jörg Requate, Martin Schulze Wessel: Europäische Öffentlichkeit: transnationale Kommunikation seit dem 18. Jahrhundert. Campus Verlag, 2002, S. 160.
21. ↑  Deutsches Ausland-Institut: Deutschtum im Ausland, Band 19. Schriftenreihe des deutschen Auslandsinstituts, 1936, S. 355.
22. ↑  Muß Russland hungern?, in: Reichspost, Nr. 334, 3. Dezember 1935, S. 2.
23. 1 2  Josef Vogl: Alexander Wienerberger — Fotograf des Holodomor. Dokumentationsarchiv des österreichischen Widerstandes (Hrsg.), Jahrbuch 2010, Feindbilder-Verlag, 2015, S. 264 f.
24. ↑  Ewald Ammende: Human life in Russia. George Allen & Unwin Ltd. 1936, digital mit Bildern Zubal-Ausgabe: https://archive.org/details/HumanLifeInRussia
25. ↑  Sabine Bamberger-Stemmann: Der Europäische Nationalitätenkongress 1925 bis 1938. Herder-Institut, 2000, S. 42 f.
26. ↑  Sabine Bamberger-Stemmann: Der Europäische Nationalitätenkongress 1925 bis 1938. Herder-Institut, 2000, S. 347.
27. ↑  David J. Smith: The Baltic States and their region: new Europe or old? Editions Rodopi B.V., 2005, S. 239 f.
28. ↑  Не вдалося відобразити властивість P2580: Властивість P2580 не знайдено. Uexküll-Güldenband, Ferdinand Wilhelm Frh. v. // Baltisches biografisches Lexikon digital.
29. ↑  Ferdinand von Uexküll-Güldenband: Die Sowjetverfassung und die Nationalitäten. In: Nationen und Staat, Nr. 10, 1935, S. 628—633.
30. ↑  Ferdinand von Uexküll-Güldenband: Der Todesweg der Deutschen in der Sowjetunion. In: Nationen und Staat, Nr. 8, 1936, S. 632.
31. ↑  BMI-Lexikon Minderheiten, Bundesministerium des Innern, abgerufen am 3. Januar 2023.
32. ↑  Bundeszentrale für politische Bildung, abgerufen am 10. Mai 2017.
33. ↑  Österreichische Ost- und Südosteuropa-Institut (Hrsg.): Österreichische Osthefte, Band 45. Österreichisches Ost- und Südosteuropa-Institut, 2003, S. 566.
34. ↑  Albert S. Kotowski: Polens Politik gegenüber seiner deutschen Minderheit 1919—1939. Otto Harrassowitz Verlag, 1998, S. 194.
35. ↑  Tammo Luther: Volkstumspolitik des Deutschen Reiches 1933—1938: die Auslanddeutschen im Spannungsfeld zwischen Traditionalisten und Nationalsozialisten. Franz Steiner Verlag, 2004, S. 161.
36. ↑  Tammo Luther: Volkstumspolitik des Deutschen Reiches 1933—1938: die Auslanddeutschen im Spannungsfeld zwischen Traditionalisten und Nationalsozialisten. Franz Steiner Verlag, 2004, S. 51.
37. ↑  Martin Ernst Pasemann: XIII. Europäischer Nationalitäten-Kongreß in London. in: Zeitschrift für Politik, Nr. 27, 10. Oktober 1937, S. 515—518.
38. ↑  Rudolf Michaelsen: Der Europäische Nationalitäten-Kongreß 1925—1928: Aufbau, Krise und Konsolidierung. Lang, 1984, S. 10–13.
39. ↑  Jacob Robinson: Das Minoritätenproblem und seine Literatur: kritische Einführung in die Quellen und die Literatur der europäischen Nationalitätenfrage der Nachkriegszeit, unter besonderer Berücksichtigung des völkerrechtlichen Minderheitenschutzes. Walter de Gruyter, 1928, S. 18–22.